# Aimé Césaire (metropolitana di Parigi)
Aimé Césaire è una stazione della linea 12 della metropolitana di Parigi.
L'apertura, inizialmente pianificata per il 2019, è avvenuta il 31 maggio 2022.